# Toledo (distrikt)
Distriktet Toledo (Toledo District) är ett av Belizes 6 administrativa distrikt.

## Geografi
Toledo har en yta på cirka 4 413 km² med cirka 40 518 invånare.
Huvudorten är Punta Gorda med cirka 5 500 invånare.
Andra orter är Barranco, Monkey River Town, San Pedro, Silver Creek och Toledo Settlement.
Här finns även lämningar efter mayakulturen i Lubaantun, Nim Li Punit, Pusilha, Uxbenka och Xnaheb.
Naturreservaten Aguacaliente Wildlife Sanctuary, Bladen Nature Reserve, Paynes Creek National Park, Port of Honduras Marine Reserve, Rio Blanco National Park och Sapodilla Cayes Marine Park ligger också inom distriktet.

## Förvaltning
Distriktets ISO 3166-2-kod är "BZ-TOL".
Toledo är underdelad i 2 constituencies (valdistrikt):
Toledo East och Toledo West.